# Concilio de Roma (964)
En junio del año 964 León VIII convocó un concilio no reconocido en el que depuso a Benito V, que había sido elegido después de la muerte de Juan XII, quien fue asesinado de noche fuera de Roma. 
En este Concilio se echó Benito a los pies de León VIII, gritando que había pecado y que era usurpador de la Santa Sede. Se le dejó en el orden de diácono, enviándole a destierro. El Concilio, compuesto de obispos italianos, lorenos y sajones, promulgó después un decreto por el cual el papa León, con todo el clero y el pueblo de Roma, concedió y confirmó a Otón y a sus sucesores la facultad de elegir un Succesor para el Reino de Italia, de establecer el papa y de dar la investidura a los obispos de modo que no se podría en lo sucesivo elegir ni patricio, ni papa, ni obispo sin su consentimiento; todo bajo pena de excomunión, de destierro perpetuo y de muerte. En este Concilio estaban unidos el poder temporal y el espiritual. 